# Podalonia pilosa
Podalonia pilosa är en biart som beskrevs av Li och Yang 1995. Podalonia pilosa ingår i släktet Podalonia och familjen grävsteklar. Inga underarter finns listade i Catalogue of Life.